# Talonostrea talonata
Talonostrea talonata is een tweekleppigensoort uit de familie van de Ostreidae. De wetenschappelijke naam van de soort is voor het eerst geldig gepubliceerd in 1994 door Li & Qi.